# (38493) 1999 TT117
1999 TT117 (asteroide 38493) é um asteroide da cintura principal. Possui uma excentricidade de 0.01785810 e uma inclinação de 5.17883º.
Este asteroide foi descoberto no dia 4 de outubro de 1999 por LINEAR em Socorro.